# Nadanie Konstytucji Księstwu Warszawskiemu przez Napoleona
Nadanie Konstytucji Księstwu Warszawskiemu przez Napoleona – obraz olejny namalowany przez włoskiego malarza Marcella Bacciarellego w 1811 roku, znajdujący się w zbiorach Muzeum Narodowego w Warszawie.

## Opis
Obraz Bacciarellego Nadanie Konstytucji Księstwu Warszawskiemu przez Napoleona jest zmniejszonym studium przygotowawczym zaginionego obecnie obrazu, który do około 1831 roku zdobił Salę Rycerską Zamku Królewskiego w Warszawie i uzupełniał cykl olejnych scen z historii Polski (pędzla tego samego malarza), które powstały za czasów króla Polski Stanisława Augusta. Studium powstało w wyniku konfiskaty kilku dzieł sztuki (między innymi Hołdu Pruskiego Bacciarellego), dokonanej przez cesarza Francuzów w roku 1806, podczas swojej wizyty w Warszawie. Zamiast wstawić kopię w miejsce Hołdu Pruskiego, zdecydowano się zawiesić obraz ukazujący początek Księstwa Warszawskiego, czyli moment nadania konstytucji w Dreźnie 22 lipca 1807 roku.
Scena przedstawiona na obrazie ma charakter wyimaginowany, bowiem nigdy nie doszło do oficjalnej uroczystości przekazania konstytucji. Grupa delegatów polskiej Komisji Rządzącej odbiera dokument z rąk cesarza Napoleona siedzącego na tronie i pozdrawiającego delegatów. Postać kłaniająca się cesarzowi to prezes Komisji Rządzącej Stanisław Małachowski, za którym stoją pozostali członkowie Komisji, w kolejności od prawej do lewej: Jan Paweł Łuszczewski, Ludwik Szymon Gutakowski, Piotr Bieliński, Ksawery Szymon Działyński oraz Walenty Faustyn Sobolewski. Dwaj sportretowani przy prawej krawędzi obrazu to Stanisław Kostka Potocki i ujęty z profilu Józef Wybicki, współpracownik Napoleona i autor tekstu polskiego hymnu narodowego. Za cesarzem widoczni są doradca Napoleona Hugues-Bernard Maret z oryginałem konstytucji i minister spraw zagranicznych Francji Charles-Maurice de Talleyrand-Périgord. Na ścianie ponad Napoleonem widoczny jest obraz Geniusz sławy autorstwa włoskiego malarza, rysownika, grafika i freskanta Annibale Carracciego.